# Valverde (Pinela)
Valverde é uma aldeia típica transmontana do Município de  Bragança, hoje pertencente à Freguesia de Pinela.
Esta aldeia foi sede de freguesia que pertenceu ao extinto concelho e vila de Rebordãos. Tinha como órago e sede de paróquia a Igreja de São Vicente que deverá ter sido construida em 1706.
Segundo o Padre Carvalho da Costa nas memorias paroquiais, Valverde foi paróquia anexa à abadia de Santa Maria de Rebordãos e tinha uma povoação de 25 vizinhos.
Com a extinsão do Concelho de Rebordãos, a freguesia foi dividida entre Pinela e Mós de Rebordãos.